# Окулярный ишемический синдром
 Окулярный ишемический синдром  —  созвездие глазных признаков и симптомов вторичных по отношению к тяжёлой, хронической артериальной гипоперфузии глаза . Амавроз (слепота) является формой острой потери зрения, вызванной снижением кровотока в глазе, может стать предупреждающим признаком предстоящего инсульта. Следовательно, страдающим временами нечеткостью зрения, следует срочно обратиться к врачу для тщательной оценки сонной артерии.  Передний сегмент ишемического синдрома  —  ишемическая состояние переднего сегмента обычно наблюдался в пост-хирургических случаях. Окклюзия центральной артерии сетчатки или глазничной артерии глаза  приводит к быстрой гибели клеток сетчатки, вплоть до полной потери зрения.

## Симптомы и признаки
Глазной ишемический синдром (ГИС), как правило, случается в возрасте от 50 до 80 лет (у пациентов старше 65 лет); , причём пострадавших  мужчин в два раза больше, чем женщин Более 90% из них отмечают снижение зрения. Пациенты сообщают о тупой, иррадирующей боли над глазом и бровью . Пациенты с ГИС могут также представить историю других системных заболеваний, включая артериальную гипертензию , сахарный диабет, ишемическую болезнью сердца , предшествующий инсульт и гемодиализ.
Потеря зрения является вторичной проблемой относительно гипоперфузии структур глаза. Пациент жалуется на трудноустранимые боли или глазную мигрень. При расширенной экспертизе могут быть выявлены: множественные  мелкие интраретинальные геморрагии, ватные экссудаты, неоваскуляризация на сетчатке и в переднем отрезке (радужная оболочка, угол передней камеры), неоваскулярная глаукома. Глазное перфузионное давление снижено. В слоях роговицы заметны отёк и складки десцеметовой оболочки. Возможен асептический вялотекущий передний увеит. В макуле может просматриваться вишнево-красное пятно, в связи с ишемическим отеком слоя нервных волокон. В артериях сетчатки могут быть заметны спонтанные пульсации.

## Причины
Грубый ипсилатеральный или двусторонней стеноз сонной артерии или её окклюзия  — наиболее распространённые причины ГИС. Синдром связан с закупоркой общей сонной артерии, внутренней сонной артерии , реже  наружной сонной артерии. Другие причины включают в себя:
- Артериит Такаясу [9]
- Гигантоклеточный артериит (болезнь Хортона) [10]
- Тяжёлая окклюзия глазной артерии из-за тромбоэмболии .
- Хирургическое прерывание передних ресничных кровеносных сосудов, снабжающих глаз, особенно во время обширного хирургического вмешательства косоглазия на три или более прямых мышц , ведущего к  переднему сегменту ишемического синдрома .

## Осложнения
Вследствие длительной ишемии развивается неоваскуляризация, которая может быть расположена на сетчатке, радужной оболочке и углу передней камеры (УПК). При облитерации УПК развивается вторичная "неоваскулярная" глаукома, которая при отсутствии гипотензивной терапии и хирургического лечения, в первую очередь поврежденных сонных артерий, в короткие сроки (зависит от уровня внутриглазного давления (ВГД)) приводит полной необратимой потере зрительных функций.

## Лечение и ведение
Быстрое определение причины могут привести к неотложным мерам по спасению глаз и жизни пациента. Должно сохраняться высокое клиническое подозрение по поводу безболезненной потери зрения у пациентов с атеросклерозом , тромбозом глубоких вен , мерцательной аритмией , тромбоэмболией лёгочной артерии или других предшествующих эмболических эпизодов. Вызванные  эмболией сонной артерии  или её окклюзией, они могут привести к инсульту из-за отделения эмболов и миграции их до конечной артерии головного мозга. Таким образом, необходимо принять меры для исключения такой возможности.
Артериальная окклюзия сетчатки — чрезвычайной офтальмологическая ситуация и своевременное лечение имеет важное значение. На животных моделях на полностью бескислородной сетчатке появляются необратимые повреждения в течение 90 минут. Неспецифические методы увеличения кровотока и удаления эмболов включают цифровой массаж, внутривенное вливание 500 мг  ацетазоламид и внутривенное вливание 100 мг  метилпреднизолона (для возможного артерита). Дополнительные меры включают в себя пункцию водянистой влаги, чтобы резко снизить ВГД. СОЭ укажет на наличие  гигантских клеток артериита. Улучшение может быть определено путём проверки остроты зрения, теста поля зрения, и офтальмоскопической экспертизы.
На более позднем этапе, пан-ретинальная фотокоагуляция (PRP) аргоновым лазером оказывается эффективной в снижении неоваскулярных компонентов и их осложнений.
Визуальный прогноз для глазного ишемического синдрома варьируется обычно от скверного до прекрасного (poor to fair), в зависимости от скорости и эффективности вмешательства. Тем не менее, быстрое диагностирование имеет решающее значение, как условие предоставления признаков серьезных проблем сосудов головного мозга и ишемической болезни сердца.
В 2009 году Подводное и Гипербарическое Медицинское Общество(UHMS  ) добавило «окклюзию центральной  артерии сетчатки" в свой список утверждённых показаний для гипербарической оксигенации (ГБО). При использовании в качестве дополнительной терапии отека восстановительные свойства ГБО с понижающей регуляцией воспалительных цитокинов, могут способствовать улучшению зрения. Профилактика потери зрения требует определённых условий: лечение должно быть начато до появления необратимых повреждений (свыше 24 часов), окклюзия не должна возникнуть в глазной артерии, и лечение должно продолжаться до восстановления насыщения внутренних слоёв сетчатки  кислородом по артериям сетчатки.

## Дифференциальный диагноз
- Окклюзия центральной вены сетчатки
- Диабетическая ретинопатия :. Наличие  кровоизлияния в сетчатку, особенно с диабетом.[17] Учитывая двусторонний характер диабетической ретинопатии, однако, следует подозревать глазной ишемический синдром при односторонней ишемии сетчатки.[18]